# Ad Verheijden
A.J. (Ad) Verheijden (6 mei 1938) is een Nederlands politicus van het CDA.
Hij werd in 1974 gemeentesecretaris van Goirle als opvolger van Mart van de Ven die burgemeester van Nieuw-Ginneken was geworden. Begin 1987 werd Verheijden ook burgemeester en wel van Hooge en Lage Mierde. In 1993 werd hij daarnaast waarnemend burgemeester van Reusel. Bij de grote gemeentelijke herindeling van Noord-Brabant op 1 januari 1997 fuseerden die gemeenten tot Reusel-De Mierden en daarmee kwam een einde aan zijn burgemeesterscarrière. Daarna was hij nog enige tijd actief als ombudsman van Tilburg en enkele Zeeuwse gemeenten.